# (39636) 1995 BQ2
(39636) 1995 BQ2 là một tiểu hành tinh vành đai chính. Nó được phát hiện bởi Robert H. McNaught ở Đài thiên văn Siding Spring ở Coonabarabran, New South Wales, Australia, ngày 29 tháng 1 năm 1995.